# Jakob Spens

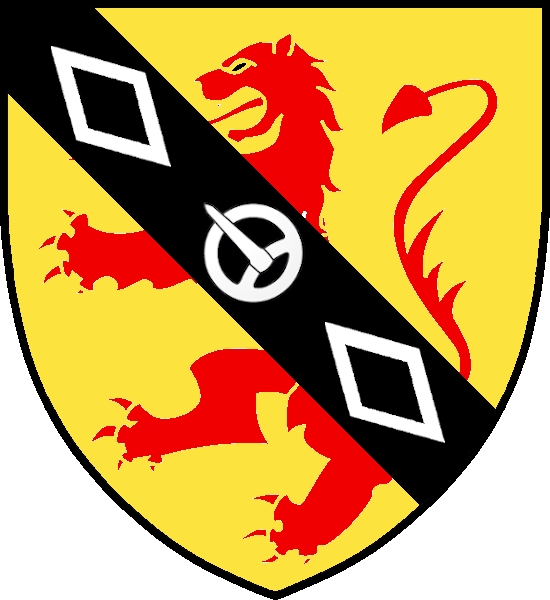

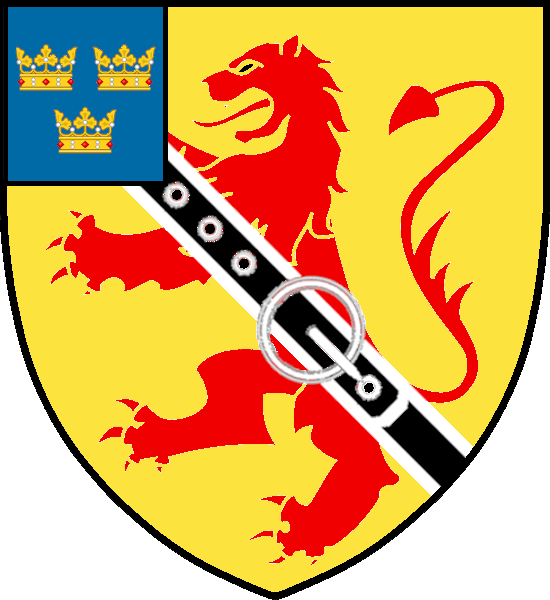

Jakob Spens był szwedzkim dyplomata żyjącym w XVII wieku.
W latach 1629–1632 był ambasadorem Szwecji na dworze angielskim.